# 關聖佑
關聖佑（英語：Kwan Sing-yau；1943年—2011年11月10日），原名關慶耀，生於廣州，籍貫廣東順德容奇鎮。正統音樂科班出身，廿多歲時移居香港發展，為民族音樂家、流行音樂詞曲作家、古琴家，涉足嚴肅音樂和流行音樂界，活躍於七、八十年代，詞作曲作共三百多首。

## 生平

### 早年生活
1943年，關聖佑生於廣州，後赴香港讀小學，1953年返回廣州，1959年考入廣州音樂專科學校附屬中學，主修古琴，兼修鋼琴，接著升上該校大專，修讀民樂和作曲。他師從嶺南派古琴家楊新倫，1962年隨後者參加首屆羊城音樂花會，合奏古琴曲《漁樵問答》及獨奏個人鋼琴創作《金魚》。1965年，他以優異成績畢業。及後文化大革命爆發，他曾被批鬥多次。

### 香港發展

#### 流行音樂
1968年，關聖佑移居香港，以自由身作曲家效力於風行唱片公司，出道作是以筆名「湮亭」為歌手劉鳳屏填詞作曲的國語歌《快回頭望一望》，開展創作人生涯。1970年代活躍於詞壇，跟周聰、蘇翁等被視為粵語流行樂界第一代詞人:30,41-42，作品多為日本、國語改編曲如《媽媽您在何方》（リンゴ追分）、《時光消逝》（時の過ぎゆくままに）、《千金一刻》（嘆十聲）等；曲作則有《雨中花》（徐小鳳）、《小小世界》（鄭少秋）等；《男人女人》（夏雨）、《遮》（汪明荃）等則是包辦曲詞的作品。到八十年代又專注於作曲。
關聖佑的曲作以中國風格流行曲調較受注目。樂評人黃志華認為得益於深厚的傳統中樂創作基礎，其作曲技巧如調式遊移較同期的流行音樂人複雜多變，亦敢於嘗試一些獨特的手法。
1976年起，關聖佑為無線電視古裝劇《民間傳奇》中的《江山美人》和《寶蓮燈》，譜寫一些粵曲小調味濃厚（盧國沾詞）的歌曲。《寶蓮燈》的《兩地相思》帶有結構複雜的二部合唱成份，獲樂評人黃志華推許為當時的前衛之作。
1977年，風行唱片因樂壇缺少原創的賀年歌，邀請關聖佑參與製作專輯《歡樂年年》（部分作曲、全碟編曲），歌手為汪明荃和鄭少秋，由關聖佑包辦曲詞的專輯同名曲和《迎春花》脫穎而出，成為了膾炙人口的賀年歌曲。
1983年，關聖佑成為亞洲電視的音樂主任，為七十部電視劇創作歌曲和背景音樂。這段時期較為人熟悉的作品有《秦始皇》、《武則天》、《八仙過海》、《再向虎山行》、《霍東閣》等。《八仙過海》運用了傳統民間音樂的作曲技法，前奏空靈飄渺，並隨著劇集流傳至中國大陸，風行一時。《武則天》仿唐代官廷風，加入電子合成器模仿的編鐘，且屬於香港樂壇中罕有以商調寫成的中國風格流行曲調。《秦始皇》運用管樂和打擊樂編曲，以及宣敘調的節奏營造宏大的氣勢，是1986年中文歌曲龍虎榜第21周的冠軍歌。他亦有一些創作被視為刻意求新卻不流行的，如《四大名捕重出江湖》、《神相李布衣》、《十兄弟》等劇集的歌曲。

#### 嚴肅音樂
關聖佑來港後可考的古琴公開演奏紀錄為：1980年，與四位香港國樂名家赴新加坡參加國樂演奏會；亦曾授徒，弟子有香港中文大學音樂系兼任助理教授及古琴導師謝俊仁。
1978年和79年，關聖佑受香港中樂團委約，編創大型中樂合奏曲《廣東民謠組曲》與《祭神》。《祭神》雅俗共賞，是香港中樂團、台北市立國樂團和彰化市立國樂團等中樂團的熱門演奏曲目；原為關聖佑在1974年創作的大提琴古箏合奏曲，收錄於麗風唱片發行的專輯《蘇振波箏藝團演奏(第一集)》。香港中樂團版運用了多種打擊樂器、拉弦彈撥樂器和吹管樂器，描繪鄉間祭神情景，呈現歡快、神秘、狂野的色彩。其古典嚴肅作品多有流行音樂的影子，如此曲就運用了流行音樂的節奏。《林中夜會》是《廣東民謠組曲》的第三樂章，改編自黎族民謠，短小而熱鬧，常用作音樂會的安可曲，並曾於1993年獲香港作曲家及作詞家協會頒發CASH最廣泛演出金帆獎（本地正統音樂作品類）。除此以外，關聖佑所改編和撰寫的嚴肅音樂作品還有大型中樂合奏曲《中國戲曲唱腔主題組曲》（1974年，收錄於麗風唱片出品的專輯《天上人間 中國戲曲唱腔主題音樂》）、《新將軍令》和《歡樂序曲》（1972年，香港大會堂十周年特約作品）、古箏獨奏曲（1974年）和鋼琴伴奏的高、中胡版本（1985年，黃安源演奏）的《梁祝》，以及大提琴協奏曲《月亮》、古箏獨奏曲《魔爪手決鬥太極門》、大合唱《登月》、舞台劇音樂《新鏡花緣》（1982年）等。

### 晚年與逝世
關聖佑自1990年代起退出音樂界。2011年11月10日，因心臟衰竭於基督教聯合醫院去世，享壽68歲。出殯前其家屬舉行追思會，生前樂界同行、學生親朋等百多人出席。香港電台於第34屆十大中文金曲頒獎音樂會上亦特設致敬環節（以及於同年逝世的香港男歌手許冠英）。

### 軼事
關聖佑為人低調，甚少接受訪問，又說過自己從不喜歡音樂，創作只是為了生活；而被音樂藝術評論家周凡夫形容為「香港樂壇獨一無二的奇人」。

## 歷年流行音樂作品
1969年
- 劉鳳屏 - 快回頭望一望、為什麼（作曲、詞）、姑娘的心意（詞）

1970年
- 劉鳳屏 - 媽媽您在何方（詞）
- 韋秀嫻 - 不要把門兒敲（作曲）
- 顧媚 - 問你愛不愛（作曲、詞）

1971年
- 林美儀 - 門前一棵草（作曲、詞）
- 崔妙芝 - 徬徨少女心、他怎不會為情動、不該相信你、把心給我（詞）
- 譚炳文 - 離別換得希望、說不了別離恨、雨夜的回憶、昨晚的風波（詞）
- 鄭少秋 - 誰說這裡沒有雨（詞）

1972年
- 周玲寳 - 同心菓（作曲、詞）、誰能替我傳心意（作曲）、心相連（詞）

1974年
- 鄭少秋 - 我中意你、留下了幾多（詞）

1975年
- 鄭少秋 - 小小世界（作曲）、小河水（詞）
- 仙杜拉 - 相思何處訴、千金一刻、三聲無奈（詞）
- 鳴茜 - 誰會知道我心意、月滿西樓（詞）

1976年
- 張武孝 - 生死門（作曲、詞）
- 方伊琪 - 請君記住我（作曲、詞）、愛的願望、時光消逝、輕輕告訴你、你的心中只有錢（詞）
- 徐小鳳 - 雨中花（作曲）
- 汪明荃 - 春雨限來遲（詞）
- 汪明荃、莊文清 - 遊山（作曲）
- 汪明荃、鄭少秋 - 兩地相思、相逢夢裡人、離別（作曲）

1977年
- 李振輝 - 為何要悲傷、忘記昨天、初會、愛在人間、恨海情天（詞）
- 鄭少秋 - 江山美人、江南好、死別、再會、愛情夢、深深愛著她（作曲）
- 夏雨 - 男人女人（曲、詞）
- 關菊英、鄭少秋 - 扮皇帝、戲鳳、紅線繫幾寸（作曲）
- 汪明荃、鄭少秋 - 歡樂年年、迎春花（詞、作曲）

1978年
- 汪明荃 - 代我問候、心思思、有一天、遮（詞、作曲）、午夜鐘聲（詞）
- 阿美娜 - 做吓抖吓開心吓、勇氣（詞）

1980年
- 徐小明、俞麗珠 - 閃電刀（作曲）

1982年
- 張明敏 - 小河流（作曲）

1983年
- 徐小明 - 再向虎山行、留步！喂！留步！（作曲）
- 徐小明、馬敏兒 - 如若我是你（作曲）
- 張偉文 - 點解阿sir（作曲）

1984年
- 葉振棠 - 夢醒最難過、問長江、遂我英雄願（作曲）
- 徐小明 - 霍東閣、醉劍（作曲）
- 張淑玲 - 毋忘我（作曲）
- 何嘉麗 - 不是不可以、表錯七段情（作曲）
- 溫兆麟 - 大醉之後、十二金牌、滿江紅、你可會悔恨、請原諒我（作曲）
- 董驃 - 四大名捕（作曲）
- 王綺嘉 - 找到我的太陽（亞洲電視劇《天堂鳥》主題曲）、難原諒他、問問幾多、甜蜜在那裡（亞洲電視劇《琴劍恩仇》主題曲和插曲）（作曲）
- 劉鳳屏 - 蝴蝶血、這份愛（亞洲電視劇《蝴蝶血》主題曲及插曲）、我願月常圓、如何留住你、我了咗心願（作曲）
- 張南雁 - 武則天、空谷足音、他知道嗎（亞洲電視劇《武則天》主題曲和插曲）（作曲）
- 譚錫禧 - 天靈（作曲）
- 陳漢德 - 黑色太陽（作曲）
- 羅嘉良 - 雲海玉弓緣（作曲）
- 張君培 - 指揮棒、心中想我怎樣（作曲）
- 蔣嵐 - 王昭君、怎麼選我、我偏原諒你（作曲）
- 朱御文 - 伴我同行（作曲）

1985年
- 劉鳳屏 - 八仙過海、賣花歌（作曲）
- 張君培 - 重出江湖、一臉淚痕、何必曾愛過（作曲）
- 張南雁 - 真假隔一線（作曲）
- 廖韋侖 - 雲畔清風裡、世事棋一局、橡皮蝨乸（作曲）
- 伍偉國 - 戰神、字中深意（作曲）
- 森森 - 茫茫天涯路（詞）
- 蕭麗兒 - 住家男人（作曲）
- 黃杏秀 - 阮玲玉（作曲）
- 林芊苓 - 再生會怎樣（作曲）
- 羅樺 - 把宇宙玩玩、眼睛的俘虜（作曲）

1986年
- 張君培 - 毛孩歷險記（作曲）
- 劉鳳屏 - 情結解不散、浣紗（作曲）（亞洲電視劇《西施》主題曲及插曲）
- 羅嘉良 - 秦始皇、易水送別（作曲）
- 梁翠茵 - 哪吒（作曲）
- 張立基 - 冒險家樂園（作曲）
- 魯振順 - 少林英雄、《清末四大奇案》四首主題曲（作曲）
- 蔣嵐 - 時光倒流70年、小夜鶯（作曲）
- 森森 - 這是個遊戲（作曲）
- 蕭麗兒 - 滿堂紅（作曲）
- 趙山 - 人在天涯（作曲）
- 林靜儀 - 愛是無價、愛中有恨（作曲）

1987年
- 蕭麗兒 - 母親（作曲）
- 張立基 - 默劇的主角（作曲）
- 葉振棠 - 電視劇《成吉思汗》主題曲（作曲）
- 黃詠霞 - 電視劇《佳人有難》主題曲（作曲）
- 孫興 - 電視劇《獅王之王》主題曲（作曲）
- 斑斑 - 電視劇《貂蟬》主題曲（作曲）
- 趙山 - 幾度風雲、行動是血誓（作曲）
- 李岡、區凱鈴 - 電視劇《武林故事》主題曲

1988年
- 馬清儀、張贊聲 - 電視劇聊齋誌異主題曲（作曲）
- 李寶容 - 電視劇《李清照》主題曲（作曲）
- 陸瑞明 - 電視劇《歷代奇女子》主題曲（作曲）
- 梁雁翔 - 電視劇《賽金花》主題曲（作曲）
- 陳汝佳、姚懿 - 電視劇《狂俠天驕魔女》主題曲（作曲）

## 外部連結
- 關聖佑在互联网电影资料库（IMDb）上的資料（英文）
- 香港作曲家及作詞家協會（帶已登記曲作詞作搜索引擎） （页面存档备份，存于）